# Cebu Air
Cebu Air, Inc., operante con il marchio Cebu Pacific Air, è una compagnia aerea privata a basso costo delle Filippine, con sede a Cebu, e uno dei più importanti vettori del Paese asiatico.
La compagnia è stata fondata nell'agosto 1988 ed è operativa dal marzo 1996 con soli voli nazionali, ma dal novembre 2001 Cebu Pacific opera collegamenti anche verso importanti destinazioni dell'Asia Pacifica. È controllata attraverso la JG Summit Holdings, Inc. di Pasig City dalla famiglia Gokongwei, una delle più ricche famiglie sino-filippine residenti nel Paese.

## Destinazioni

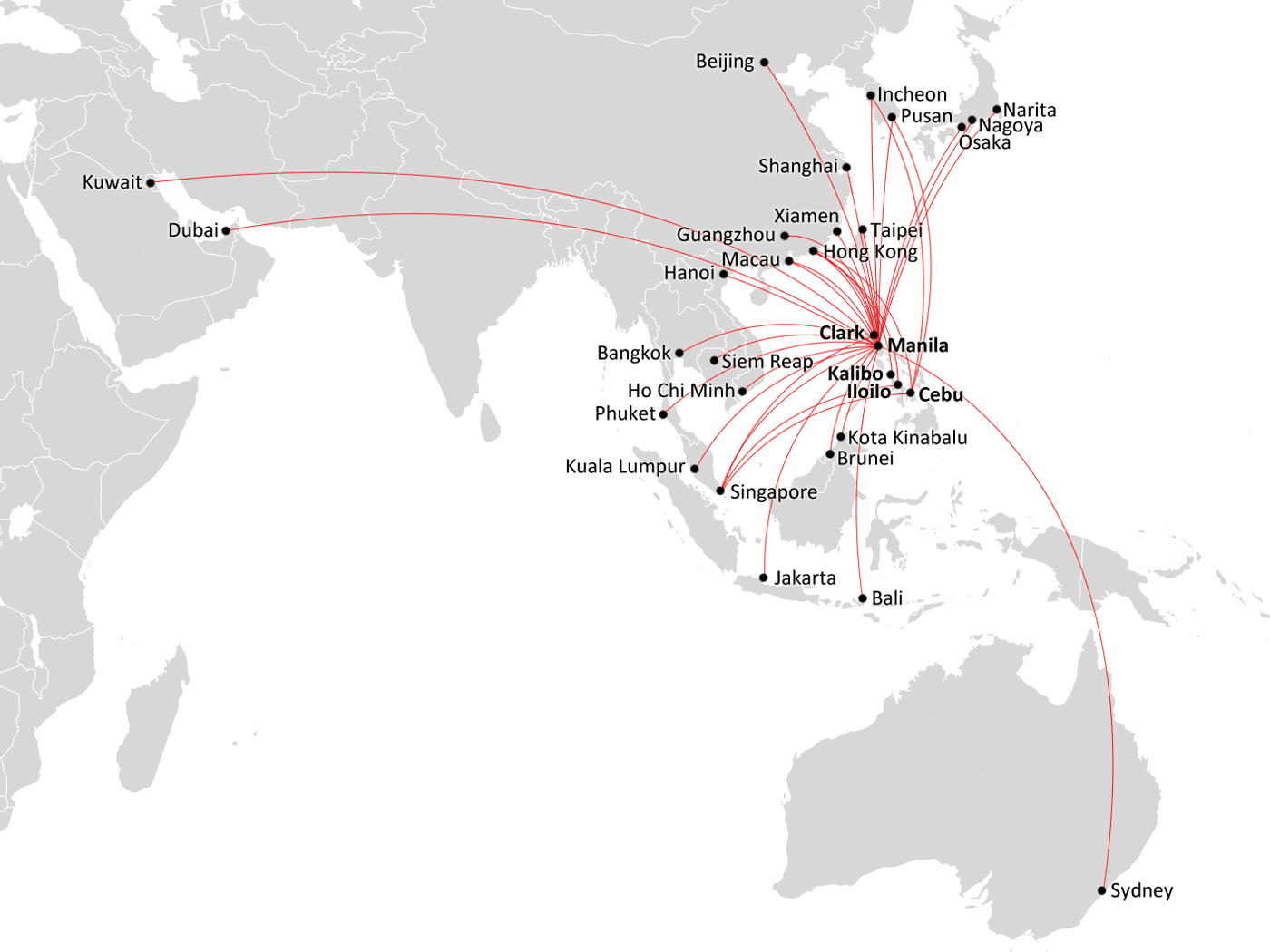
Mappa dei voli di Cebu Pacific

A luglio 2013, Cebu Pacific collega destinazioni nazionali in tutte le Filippine; inoltre serve aeroporti in Cina, Corea del Sud, Emirati Arabi Uniti, Hong Kong, Indonesia, Malaysia, Singapore, Thailandia e Vietnam.

## Flotta

### Flotta attuale

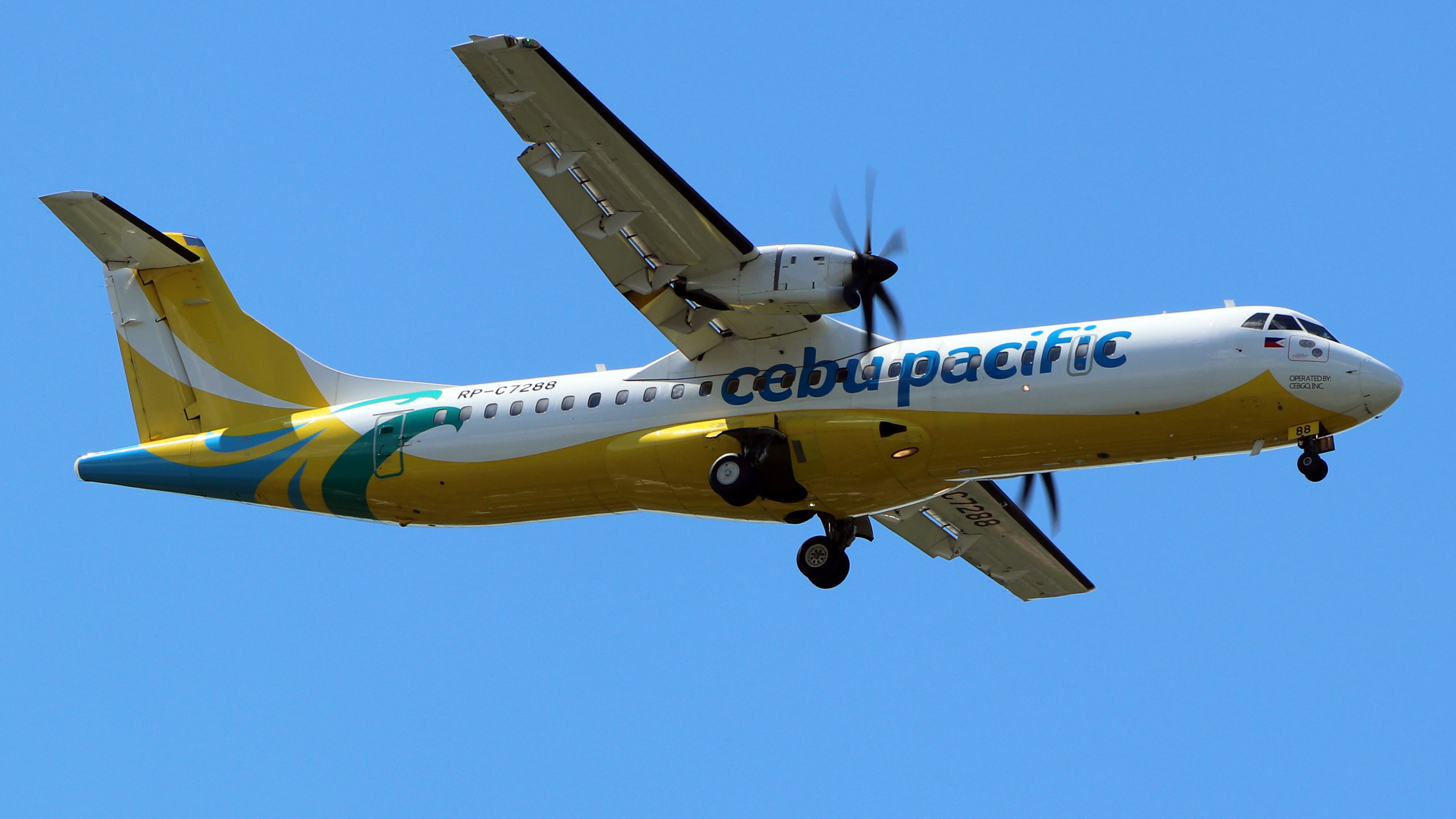
Un ATR 72-600.

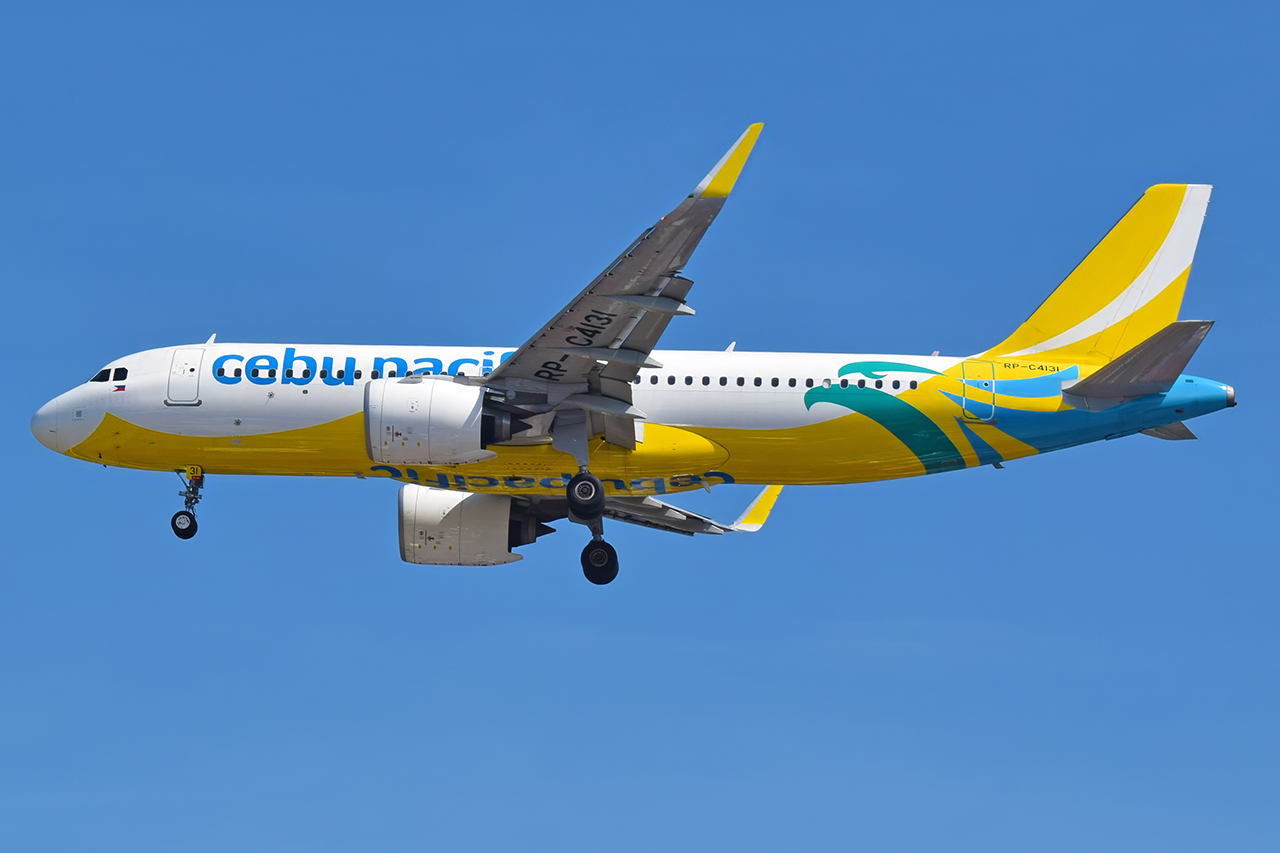
Un Airbus A320neo.

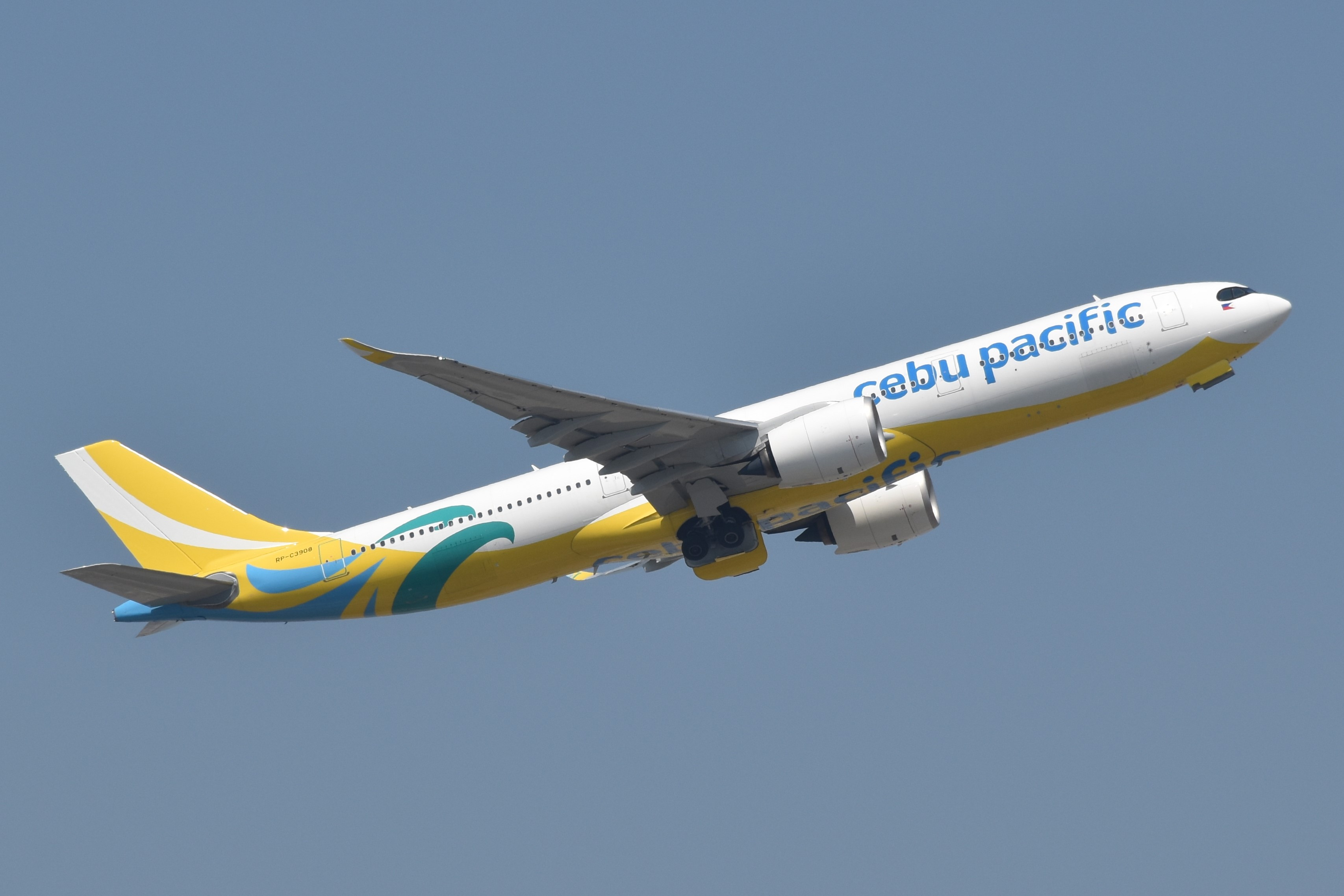
Un Airbus A330-900neo.

A febbraio 2025 la flotta di Cebu Pacific è così composta:
Il 16 giugno 2011 Cebu Pacific ha firmato il più grande ordine della storia per una compagnia aerea filippina: per 3,8 miliardi di dollari ha ordinato 7 Airbus A321-200 e 30 Airbus A321neo.

### Flotta storica

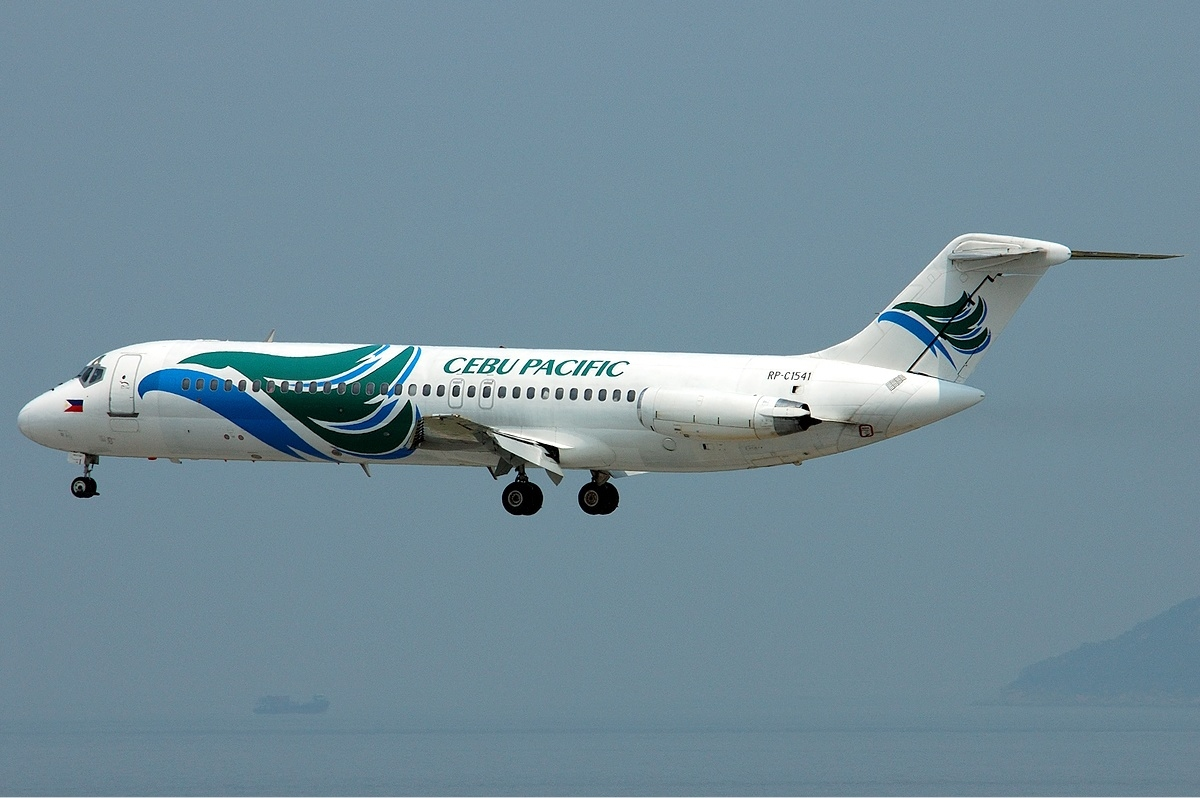
Un Douglas DC-9-31.

Nel corso degli anni, Cebu Pacific ha operato con i seguenti aeromobili:

## Il divieto operativo totale nel territorio dell'Unione europea
Con avviso legale del 23 novembre 2010 la Comunità Europea ha sancito il divieto operativo totale nel territorio della UE nei confronti, fra le altre, della Cebu Pacific e di tutte le compagnie aeree filippine.
Cebu Pacific ha risposto "esprimendo il disappunto nei confronti della decisione della UE di estendere il divieto a ogni compagnia delle Filippine", sostenendo il direttore generale Alfonso Cusi nella sua attività volta alla soppressione del divieto e sottolineando la presa d'atto della Commissione europea nei confronti degli sforzi di Cebu Pacific nel raggiungere gli standard richiesti.
Nel 2018, il divieto è stato rimosso e nessuna compagnia aerea del sud est asiatico è presente nella lista delle Compagnie a cui è fatto divieto di volo nei cieli dell'Unione Europea.

## Incidenti
- 2 febbraio 1998: il volo Cebu Pacific 387, un Douglas DC-9-32 in volo da Manila a Cagayan de Oro, si schiantò sulle pendici del Monte Sumagaya nella provincia di Misamis Oriental, uccidendo tutte le 104 persone a bordo.[13]
- 3 maggio 2006: il volo Cebu Pacific 393 proveniente da Davao e diretto all'aeroporto internazionale di Zamboanga ha avuto un incidente in fase di atterraggio, causato da un incendio al carrello sinistro. Nessun ferito fra i 96 passeggeri a bordo.[14]
- 2 giugno 2013: l'Airbus 320-214 con marche RP-C3266 operante il volo Cebu Pacific 971 da Manila a Davao, esce di pista durante l'atterraggio fermandosi, con il carrello anteriore distrutto, a 850 metri dal punto in cui aveva toccato terra. Gravi danni all'aereo ma nessuna conseguenza per i 165 a bordo.[15] L'autorità della'aviazione civile filippina (CAAP) ha sospeso il pilota e il copilota per sei mesi per gravi violazioni alle normative di volo.[16]